# 埃米特鎮區 (密歇根州聖克萊爾縣)
埃米特鎮區（英語：Emmett Township）是位於美國密歇根州聖克萊爾縣的一個行政鎮區。

## 地方資料
埃米特鎮區的面積為91.40平方千米，當中陸地面積為91.40平方千米，而水域面積為0.00平方千米。根據2020年美國人口普查的數據，當地共有人口2515人，而人口密度為每平方千米27.52人。